# Skarlet
Skarlet es un personaje de la saga de juegos de lucha,  Mortal Kombat. Debutando en el reboot del 2011, siendo el único personaje nuevo en el título. Originalmente se rumoreaba que era un personaje creado a partir de un error justo como lo fue Ermac, convirtiéndose en el primer personaje DLC en un juego de la saga. Skarlet fue creada por Shao Kahn usando la sangre de muchos guerreros. Como tal, muchos de sus ataques usan sangre.

## Sobre Skarlet
Tras la salida de MK II se corrió el rumor que a partir de un fallo en el traje de Kitana y Mileena se podía acceder al personaje oculto "Scarlet", está luchadora portaba dos dagas ninja mismas que podía lanzar, sin embargo nunca se desmintió o confirmó dicho rumor.
En un momento se pensó que «La Dama Roja», nombre que le dieron algunas revistas antes de conocer su nombre oficial, iba a ser Kira (de Mortal Kombat: Deception), debido a su similitud física, también se supuso que sería Ruby, la ninja de traje rojo que apareció en la serie Mortal Kombat: Defenders of the Realm. Skarlet fue añadida en el borrador principal de Mortal Kombat X como parte del arco principal, sin embargo, fue eliminada aunque posteriormente apareció en el cómic de dicha entrega como una de las aliadas de Reiko. El modelo de Skarlet en la beta de Mortal Kombat 11 inicialmente fue de cabello castaño obscuro como se puede ver sus bocetos conceptuales y ending del modo arcade, sin embargo, para la versión final su cabello fue teñido completamente de rojo. Su versión de Mortal Kombat 9 fue hackeada y se descubrió que originalmente fue planeado que tuviera un traje alternativo, este salió tiempo después como parte de las características exclusivas de la versión para PS Vita. En dicha versión existe Cyber-Skarlet como parte de uno de los desafíos de "las torres de retos", aunque se confirmó que este suceso no era canon. 
Skarlet junto a Cyber Sub-Zero es de los únicos personajes que se les da status de "clásicos" sin realmente serlo, debido a que hicieron su debut en el reinicio de la saga en MK9 (título que abarca la historia de los tres primeros juegos de la saga). Incluso se lanzaron sus "trajes clásicos" de MKII y UMK3 tanto para MK9 como para MK11, como si hubiese participado en ambos títulos de los 90's.

## Biografía
Shao Kahn tiene muchos guerreros bajo su mando, pero su confianza se encuentra únicamente en los luchadores de su propia creación. La sangre de innumerables guerreros procedente de los campos de batalla, fusionada mediante brujería, produjo a su más eficaz ejecutora: Skarlet. 
Una experta rastreadora, da caza a los considerados enemigos del imperio. Durante el combate, Skarlet adquiere su fuerza de la sangre de sus oponentes, que absorbe a través de su piel. Shao Kahn tiene una nueva misión para esta formidable combatiente: descubrir las verdaderas intenciones de Quan Chi y matarlo si planea traicionar al emperador. En los cómics de Mortal Kombat X tortura a Jacqui Briggs con la intención de que  Cassie Cage revelará su "poder verde", sin lograrlo enfrentaría a D'Vorah resultando envenenada al intentar drenar su sangre, Skarlet sería poseída por el "Código de Sangre" y tendría como tarea el vigilar la isla donde Havik y Reiko se refugiaban, durante esta tarea enfrentaría a sus "hermanos" Mileena y Ermac, quienes la dejarían moribunda. Su regreso oficial fue para Mortal Kombat 11, Skarlet ahora es retratada como "La huérfana del Outworld" que fue acogida por Shao Kahn, debido a su lealtad a "su padre", se terminaría aliando con Kronika en contra del Earthrealm y sus aliados del pasado, como parte de la historia Skarlet dirigía las tropas tarkatanas después de capturar a Jade y Kotal Kahn como parte de un golpe de Estado perpetuado por Shao, sin embargo Kitana, Liu Kang y Kung Lao se infiltrarían, siendo derrotada.

## Recepción
Den of Geek calificó a Skarlet 48 en su clasificación de 2015 de los 73 personajes de la serie. Hay algo perezoso en tener a alguien como Blood: The Character. Ella fue clasificada en el puesto 30 en la encuesta de Dorkly votado por los fanáticos en 2013 que calificó a la lista de la serie completa. El personaje fue bien recibido por Game Informer, y, en 2013, fue clasificado como la séptima mujer más feroz en los juegos de lucha de hoy por Gamenguide, quien comentó: Nada grita mas Fan Service como cuando un desarrollador toma un problema del juego antiguo y lo convierte en una parte clave de su franquicia. Fue considerada una de las más baratas del juegopero la Revista Oficial Xbox la incluyó entre los ocho mejores personajes descargables en la Xbox 360 por su estilo de lucha encantador, a pesar de que ella no era el personaje DLC más vendido. Su Fatality lo incluyó Gameranx en su top diez de los finishers más horripilantes: Skarlet se da a sí misma el tratamiento facial más repugnante de la historia. Ese mismo Fatality fue colocado como el segundo mejor en 2011 por Complex por ser "asquerosamente asombroso".
Fue descrita por TheGamer como "uno de los personajes más unsettling de Mortal Kombat 11". Josh West de GamesRadar+ dijo que su  brutalidad en MK11 se ve a través de sus Fatalities: Es capaz de hacer dagas de tu propia sangre y además apuñarlarte con ellas múltiples veces.
La actriz de origen polaco Beata Poźniak recibió un premio Voice Arts por interpretar a Skarlet en inglés. Fue la primera actriz en la historia de la franquicia de Mortal Kombat de 30 años en recibir tal honor.

## Fatalities

### Mortal Kombat 9
- Sed de sangre: empalando una de sus cuchillas kodachi en el oído del oponente, Skarlet lo corta con el otro kodachi en el cuello, mojándose la cara con la sangre que brota de la herida.

- Baño sanguíneo: Skarlet se clava los kodachis en el abdomen y se convierte en un charco de sangre que desaparece para luego aparecer bajo el oponente. Del charco salen cuatro tentáculos que se clavan en los miembros del oponente, elevándolo (seis tentáculos si el oponente es Sheeva, Goro o Kintaro). Skarlet aparece bajo él y corta su abdomen, bañándose con la sangre que cae.

- Babality: tras convertirse en bebé, Skarlet rechaza un biberón con leche, sacando otro que contiene sangre, el cual toma sin parar.

### Mortal Kombat 11
- Desastre sangriento: Skarlet con su magia provoca que salga sangre de los ojos y boca del oponente, con ella forma 5 estalactitas que son clavadas en ambos brazos, pecho y el  ojo izquierdo, con esta última logra atravesar el cráneo de lado a lado, dejando ver al ojo ensartado.

- Problemas cardíacos: Skarlet saca dos tentáculos de sus brazos y los clava en los costados del rival, estos llegan al corazón y comienzan a bombear más sangre, debido al exceso del fluido empieza a latir de forma descontrolada provocando una explosión que destruye el pecho.

- Friendship Skarlet con una bola formada por sangre y con ayuda de un píncel, comienza a pintar ferozmente en un lienzo, tras esto se revela su pintura, siendo un simple humano color rojo